# Johnny Bob
Johnny Bob ist eine Progressive-Rock Band aus Hamburg.

## Geschichte
Das Debütalbum Carnival of the Brahma-Sox wurde im Gründungsjahr 2017 veröffentlicht und sorgte für erste Achtungserfolge. Im April 2019 folgte das zweite Album Fjodor and the Watergiant, das in der Progressive-Rock-Szene hohe Aufmerksamkeit erfuhr. So schrieb das Magazin eclipsed: „Mit diesem Doppeldecker bekunden Johnny Bob, schon bald eine der ganz großen Bands in der nationalen Progressive-Szene zu werden.“
Nach der Veröffentlichung von Fjodor and the Watergiant stieg Sänger Peter Piek aus. Neuer Frontmann wurde Carsten Díaz, der zuvor in Alternative-Bands als Gitarrist und Sänger tätig war und bei Johnny Bob von Beginn an durch Songwriting und Texte neben seinem Bruder Jörg Purfürst als Mastermind galt. Seine Stimme schlägt die – gemeinhin unvereinbare – Brücke zwischen Punk und Progrock.
Die 4-Track-EP Hunted by a Caproid erschien im Januar 2020, gefolgt vom dritten Longplayer Egbert's Barber Shop im September. Im Mai 2022 wurde das Doppelalbum Creatures Of Light & Darkness veröffentlicht. Marc Colling von babyblaue Seiten resümiert: „Respekt für die Band. Ihr 4. Album ist eine weitere Steigerung, enthält einige Perlen und ist irgendwie wesentlich „reifer“ als die vorigen.“ 2024 folgte das Konzeptalbum "The Glass Hotel Tapes". 
Den Kern der Band bilden die Brüder Jörg Purfürst und Carsten Díaz sowie das Gründungsmitglied Philip Mestwerdt. Mehrere Gastmusiker komplettieren das Projekt, von denen der ehemalige Eaten by Sheiks Gitarrist Jürgen Ufer am häufigsten in Erscheinung tritt.

## Stil
Der Stil der Band ist eine Mischung aus Neo-Prog, Progressive Rock, sowie Anleihen aus dem Indie-Rock und Folk-Rock.
Die Texte sind zumeist bizarre Storys mit gesellschaftskritischen Metaphern, erzählt und aufgeführt von Díaz, der dafür bekannt ist, die Historie der Band in Interviews und auf der Bühne fortwährend zu alterieren, so dass hier Wahrheit und Fiktion verschmelzen.

## Diskografie
- 2017: Carnival of the Brahma-Sox (Album) Label Kombüse Schallerzeugnisse
- 2019: Fjodor and the Watergiant (Album) Label Kombüse Schallerzeugnisse
- 2020: Hunted by a Caproid (EP) Label Kombüse Schallerzeugnisse
- 2020: Egbert’s Barber Shop (Album) Label Kombüse Schallerzeugnisse
- 2022: Creatures Of Light & Darkness (Doppelalbum) Label Kombüse Schallerzeugnisse
- 2024: The Glass Hotel Tapes (Album) Label Kombüse Schallerzeugnisse